# Aimone af Savoyen-Aosta (1900-1948)
Prins Aimone af Savoyen, hertug af Aosta (italiensk: Aimone Roberto Margherita Maria Giuseppe Torino) (9. marts 1900 – 29. januar 1948) var en italiensk prins fra Huset Savoyen, der fra 1942 til 1948 var den 4. hertug af Aosta.
Under Anden Verdenskrig var han kortvarigt marionetkonge af Kroatien fra 1941-1943 under navnet Tomislav 2. af Kroatien.